# Zacharie Heince
Zacharie Heince est un peintre et graveur français d'origine suisse, né à Paris en 1611 et mort dans la même ville le 22 juin 1669. 

## Biographie
Il dessine des portraits des plénipotentiaires négociant la paix de Münster qui ont été gravés par François Bignon (33 planches plus un frontispice, 1648), et des Illustres Français peints à la galerie du Palais du cardinal de Richelieu (27 planches gravées par François Bignon).
Il réalise le May de Notre-Dame de 1654, La conversion de Lydie, et celui de 1665, Saint Pierre et Simon le magicien, œuvres perdues.
Il a été reçu membre de l'Académie royale de peinture et de sculpture le 7 avril 1663.